# Sporthalle Wolfsgrube
Die Sporthalle Wolfsgrube ist eine Mehrzweckhalle in der thüringischen Stadt Suhl. Mit einer Kapazität von 2.016 Zuschauern ist sie die größte Sporthalle der Stadt. Die Halle wurde in den frühen 1990er Jahren erbaut und eingeweiht. Sie ist Heimspielstätte der Volleyballmannschaft des VfB 91 Suhl.

## Ausstattung
Der Sportkomplex verfügt über drei voneinander abtrennbare Kleinfelder, die sich zu einer großen Spielfläche zusammenfügen lassen. Das Volleyballfeld ist farblich hervorgehoben und wird von einer 1.000 Lux starken Lichtanlage bestrahlt. In der Halle befinden sich sechs Umkleideräume mit Dusche und Toilette, sowie ein Fitness- und Geräteraum. Die Spielergebnisse werden über zwei Anzeigetafeln angezeigt. Die Sitztribüne, auf der 1.012 Zuschauer Platz finden, reicht bis an den Spielfeldrand und ist in die Blöcke A bis D untergliedert. Im Tribünenbereich ist ein separater V.I.P.-Block ergänzt worden und auf der Gegenseite ein Lounge-Bereich mit bewirteten Sitzplätzen. Sanitäre Anlagen befinden sich auf allen Ebenen. Die Halle verfügt zudem über eine Gaststätte, die zu den Heimspielen des VfB 91 Suhl geöffnet ist. Im Vorraum und direkt an der Tribüne hat man zusätzlich die Möglichkeit, Getränke zu erwerben. Ein Presseraum befindet sich ebenfalls im Gebäude. Fahrzeuge können in der Tiefgarage, die für insgesamt 161 Fahrzeuge Platz bietet, abgestellt werden. Ein Aufzug verbindet die Tiefgarage direkt mit dem Eingangsbereich und der Tribünenebene. Die Sporthalle verfügt über zahlreiche Fluchtwege, die auch für größere Menschenmengen geeignet sind. Fluchtpläne sind an vielen Stellen des Gebäudes auffindbar.

## Nutzung
Der Hauptnutzer der Halle ist der Sportverein VfB 91 Suhl. Die Sporthalle Wolfsgrube ist sowohl Trainingsstätte als auch Heimspielort der 1. Frauenmannschaft des VfB 91 Suhl, die in der Volleyball-Bundesliga spielt. Die Einrichtung entwickelte sich seit ihrer Eröffnung zur wichtigsten Sportstätte der Stadt Suhl. Sämtliche Sportveranstaltungen, wie Handballspiele oder Hallenfußballturniere werden in der Halle ausgetragen. Außerdem wird die Halle durch die Jugendabteilungen Suhler Sportvereine, sowie für den Schulsportunterricht verwendet.

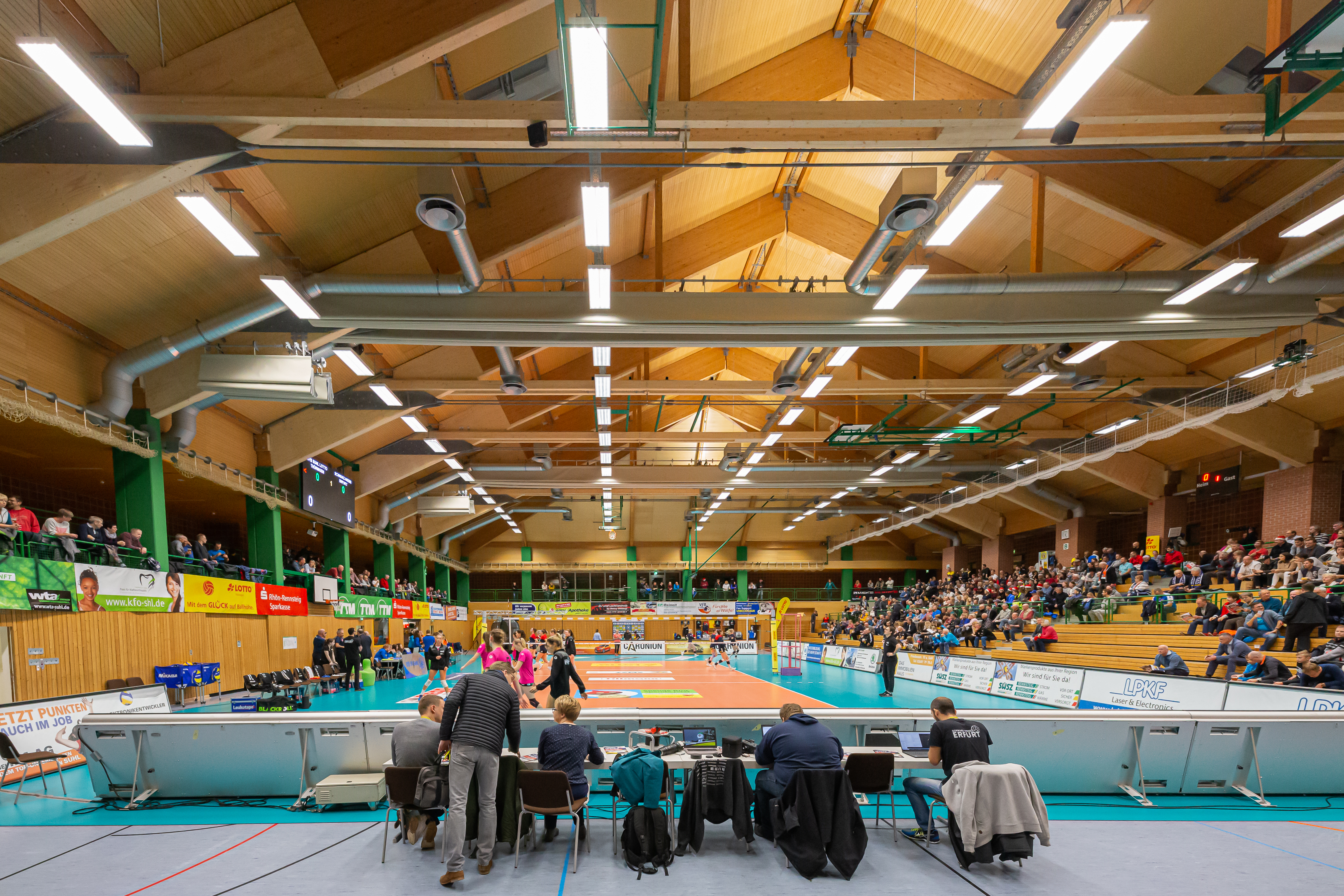
Innenansicht nach der Sanierung (2019)

Die Halle hat eine hindernisfreie Höhe von 7,56 Metern. Zur Nutzung in der Volleyball-Bundesliga sind jedoch neun Meter erforderlich. Daher soll das Hallendach angehoben werden. Die Bauarbeiten dafür begannen nach dem Ende der Volleyballsaison 2016/17. Es kam bei den Bauarbeiten jedoch zunächst zu Verzögerungen. Der VfB 91 Suhl musste aus diesem Grund für die Saison 2017/18 in die Multihalle Meiningen ausweichen. Im August 2017 kündigte die Baufirma den Vertrag, weshalb eine neue Ausschreibung gestartet musste und es zu weiteren Verzögerungen kam. Erst im Dezember 2017 konnten die Bauarbeiten, deren Kosten sich auf 3,2 Millionen Euro belaufen sollen, fortgesetzt werden. Die Vollendung der Baumaßnahmen war im Sommer 2018.